# Bomaka
Bomaka ou Womaka est une localité du Cameroun, située dans l'arrondissement de Buéa, le département du Fako et la région du Sud-Ouest.

## Population
En 1953, Bomaka avait 80 habitants. En 1968, Bomaka comptait 37 habitants, principalement des Bakweri. Lors du recensement de 2005, on a dénombré 145 personnes.